# Nkongsamba
Nkongsamba – miasto w Kamerunie, w Regionie Nadmorskim, stolica departamentu Moungo. Liczy około 131 tys. mieszkańców.
Przez miasto przebiega linia kolejowa. W mieście znajduje się lokalne lotnisko. 